# D. Filipa de Vilhena armando os Filhos Cavaleiros (Vieira Portuense)
D. Filipa de Vilhena armando os Filhos Cavaleiros foi uma pintura a óleo sobre tela de 1801 do artista português da época do neoclassicismo Vieira Portuense (1765-1805), obra que pertenceu a uma coleção particular e que foi destruída por um incêndio em 2007.
A pintura representava o episódio histórico de Filipa de Vilhena, Condessa de Atouguia viúva, que tendo conhecimento dos preparativos que conduziram à Restauração da Independência, ter aconselhado os seus dois filhos, Jerónimo de Ataíde e Francisco Coutinho, a aderir, tendo-lhes entregado as armas, na madrugada de 1 de dezembro de 1640, e mandando-os combater pela Pátria, dizendo-lhes que não voltassem senão vitoriosos.
Segundo Paulo Varela Gomes, esta pintura de Vieira Portuense foi a mais importante das suas grandes telas de tema profano e a pintura portuguesa mais internacional da época.

## Descrição e história
Ainda segundo Varela Gomes, foi laborioso o processo de composição desta pintura, comprovado pelas 17 páginas de estudos, alguns rasurados e repetidos, que constam de dois cadernos de estudos, desenhos estes que têm data de 1800. O resultado é uma composição em friso à maneira neoclássica, vendo-se a separação das várias partes como era característica da pintura da época.
Ainda segundo o mesmo estudioso, esta obra é a mais "inglesa" das que Portuense pintou, sendo a paisagem ao fundo, representando a foz do rio Tejo, muito próxima em colorido das de Angelika Kauffmann (exemplo em Galeria).
Para as duas figuras centrais, Filipa de Vilhena de vestido branco e Jerónimo de Atouguia de calças amarelas, Vieira inspirou-se quase certamente no quadro famoso de Gavin Hamilton, O Juramento de Brutus (em Galeria), quadro este que levou a uma série de outros "juramentos" de pintores europeus, incluindo O Juramento dos Horácios (1784) de Jacques-Louis David. O Juramento de Brutus de Hamilton esteve exposto em Londres em 1798, quando Vieira lá vivia, verificando-se a influência desta obra do pintor escocês em vários estudos de Vieira.
Por outro lado, a posição sentada do outro filho de Filipa, Francisco Coutinho, de calças encarnadas, é muito próxima de uma das figuras do quadro Zeuxis Escolhe Modelos para o seu Retrato de Helena de Tróia (em Galeria) de Angelika Kauffmann.
Esta obra de Vieira Portuense deve ter sido encomendada por Sá e Melo, Visconde de Anadia, seu protetor e Embaixador em Berlim, cidade por onde o pintor passou na sua viagem de Parma para Londres, ficando a obra desde então na posse da família Anadia. Sendo um exemplo de virtude e da dignidade feminina, é antes de mais uma alegoria patriótica apropriada numa época em que Portugal estava em vias de ser invadido pelas tropas francesas.

## Apreciação
Para Regina Anacleto, D. Filipa de Vilhena armando os Filhos Cavaleiros foi uma das obras mais importantes de Francisco Vieira, sendo que vários aspectos desta pintura permitem a associação a pinturas de Angelika Kauffmann com quem conviveu, como por exemplo o desenho de figuras e as arquiteturas que enquadram a cena, e que Vieira, em oposição aos ortodoxos neo-clássicos, não tinha a preocupação de rigor histórico do enquadramento ao misturar mobiliário de uma época com personagens vestidas à moda de outra.
Ainda segundo Paulo Varela Gomes, "o que é especialmente interessante no quadro é o compromisso pictórico entre as correntes proto-românticas ainda ligadas ao Barroco e a retórica de gestos que deriva do Rococó e, finalmente, os esquemas compositivos neoclássicos".

## Galeria

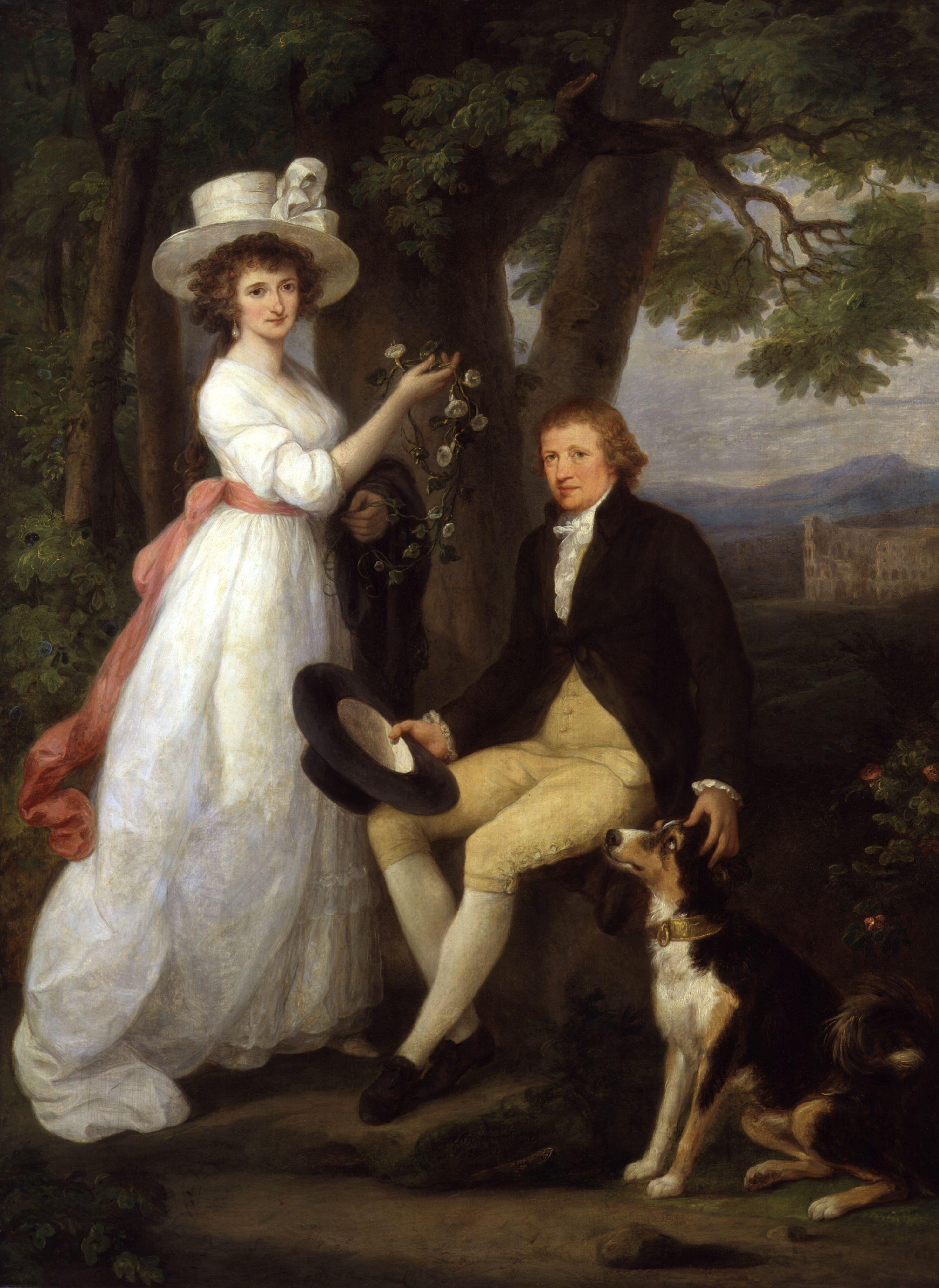
Anna Maria e Thomas Jenkins (1790) de Angelika Kauffmann, na National Portrait Gallery de Londres
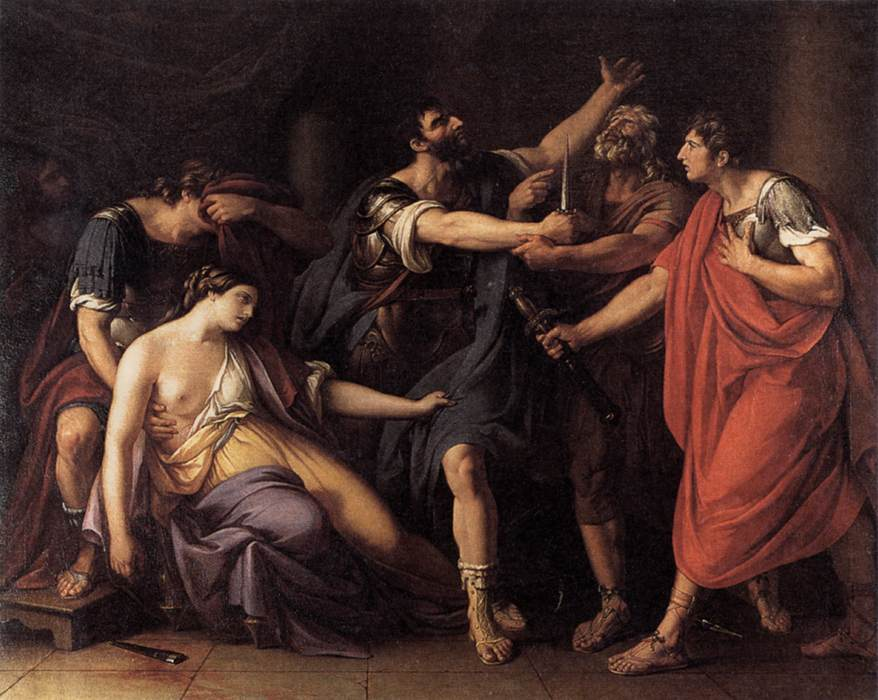
O Juramento de Brutus (1763-64) de Gavin Hamilton, no Centro de Yale para a Arte Britânica da Universidade Yale
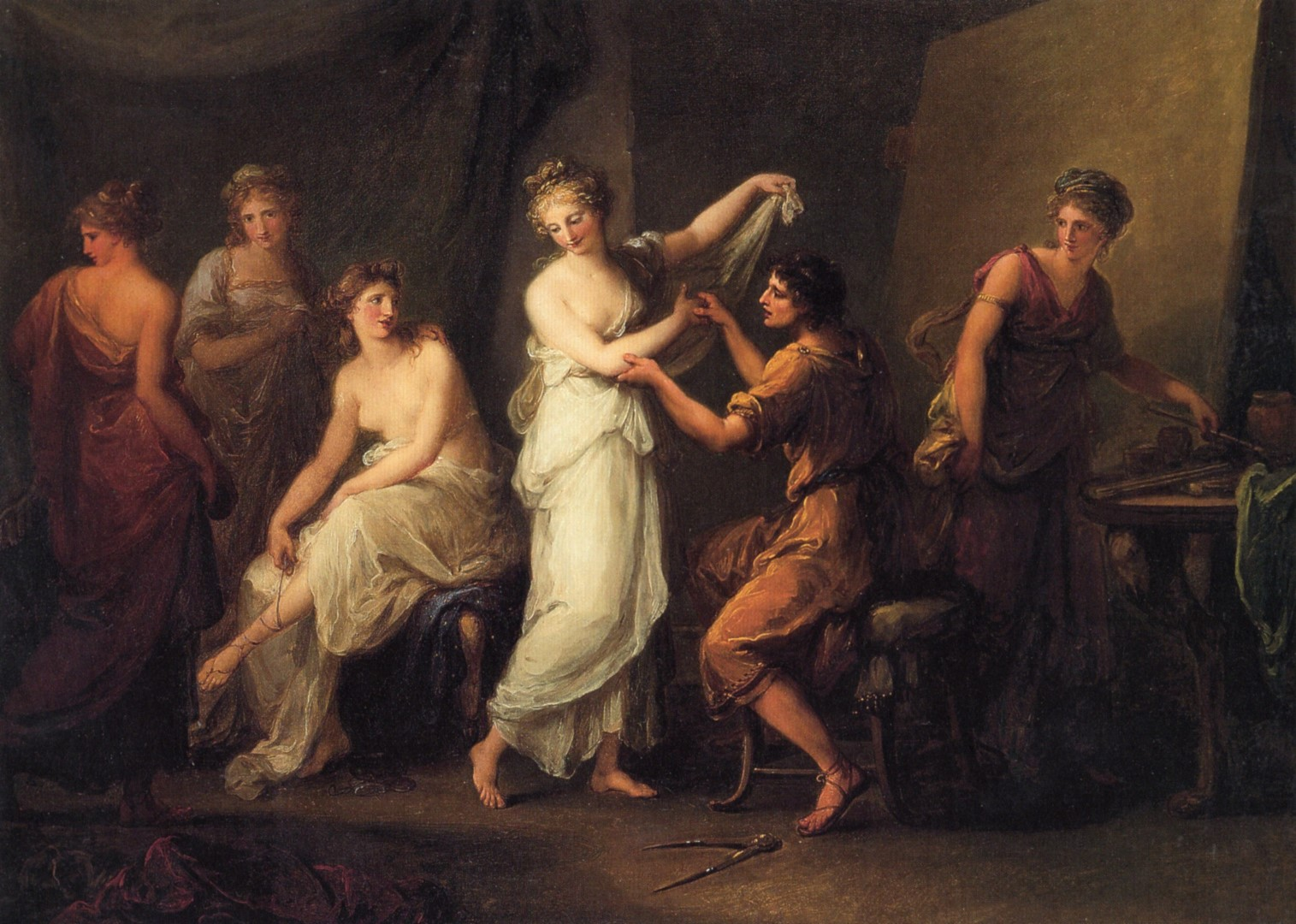
Zeuxis Escolhe Modelos para o seu Retrato de Helena de Tróia (c. 1778) de Angelika Kauffmann, na Biblioteca da Universidade Brown, Providence.